# Eierstock

Schematische Darstellung der inneren weiblichen Geschlechtsorgane mit Gebärmutter (Uterus), Gebärmutterhals (Zervix), Eileitern, Eierstöcken (Ovar) und Vagina.

Der paarig angelegte Eierstock – in der medizinischen Fachsprache auch als Ovar (lateinisch Ovarium; Plural Ovarien) bezeichnet – ist ein weibliches Geschlechtsorgan. Als Gonade (Keimdrüse, Fortpflanzungsdrüse) entspricht er dem Hoden männlicher Individuen und ist der Produktionsort der Eizellen bzw. Eier, die zyklisch freigesetzt werden (Ovarialzyklus). Darüber hinaus werden im Eierstock weibliche Geschlechtshormone (Östrogene und Progesteron) produziert. Eierstöcke sind von Geburt an angelegt und zählen somit zu den primären Geschlechtsmerkmalen.

## Säugetiere

### Größe
Die Eierstöcke sind bei den meisten Säugetieren eiförmig. Der Eierstock der Frau ist 4 × 2 × 1 cm groß und hat eine Masse von 6 bis 8 g.
Bei einer mittelgroßen Hündin ist der Eierstock etwa 2 cm lang und 1,5 cm dick. Bei einer weiblichen Hauskatze ist er 8 bis 9 mm lang. Bei der Kuh sind die Eierstöcke ca. 3 cm breit und 2 cm dick und wiegen 15 bis 19 g. Bei der Stute sind die Eierstöcke 5–8 × 2–4 cm groß und wiegen jeweils 50–80 g. Bei einer Zuchtsau wiegen die Eierstöcke jeweils etwa 8–14 g und sind etwa 5 cm lang.

### Aufbau

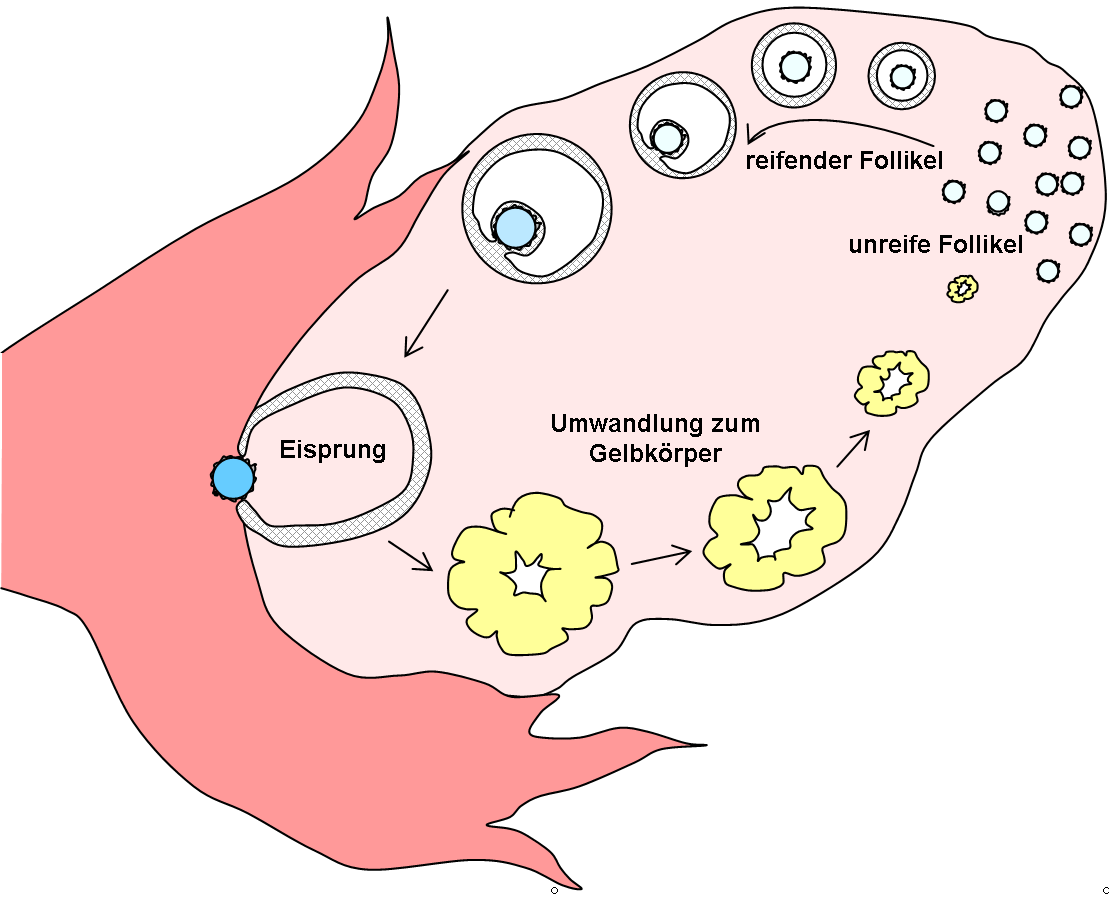
Vorgänge im Eierstock während der Eizellenreifung

Am Eierstock werden unterschieden: zwei Seitenflächen (Facies medialis und lateralis), ein freier (Margo liber) und ein Gekröserand (Margo mesovaricus) sowie ein oberer (Extremitas tubaria, bei vierfüßigen Säugetieren nach vorn gerichtet) und ein unterer Pol (Extremitas uterina, bei vierfüßigen Säugetieren nach hinten gerichtet).
Das Ovar wird von einem einschichtigen isoprismatischen Epithel (Müller- oder Keimdrüsenepithel, Epithelium superficiale) überzogen. Es ist eine modifizierte Tunica serosa, die direkt in die darunter liegende weiße Bindegewebskapsel (Tunica albuginea) übergeht. Das Gewebe des Eierstocks besteht aus der äußeren Rinde und dem innen liegenden Mark. Bei Pferden sind die Verhältnisse umgekehrt, die Rinde ist zentral gelegen und erreicht nur im Bereich einer Einziehung, der Ovulationsgrube, die Oberfläche des Organs.
Die Eierstockrinde (Cortex ovarii, Zona parenchymatosa) enthält die in Follikeln liegenden Eizellen, die von spinozellulärem Bindegewebe – einem speziellen Bindegewebe, das nur im Ovar vorkommt – umgeben sind. Während man jahrzehntelang davon ausging, dass Frauen nur mit einer bestimmten Anzahl Eizellen geboren würden und dass sie nach deren Verbrauch unfruchtbar sein würden, wiesen amerikanische Forscher Anfang 2012 nach, dass sich Eizellen produzierende Stammzellen in weiblichen Eierstöcken befinden.
Das Eierstockmark, Medulla ovarii oder Zona vasculosa, besteht aus Bindegewebe und enthält die Blutgefäße und Lymphgefäße sowie Nervenfasern des Plexus ovaricus. Im Eierstockmark lassen sich bei vermutlich allen Säugetierweibchen einschließlich des Menschen Reste der primären Keimstränge nachweisen. Dieses Netz aus feinen Kanälchen wird Rete ovarii genannt.

### Lage
Die Eierstöcke der Frau liegen im „kleinen Becken“ an der Teilungsstelle der Arteria iliaca communis. Sie liegen dabei intraperitoneal in der Eierstockgrube (Fossa ovarica).Sie lassen sich mit zwei Fingern (einer durch die Scheide, der zweite durch die Bauchwand) ertasten und sind druckschmerzhaft. Benachbart sind:
- lateral (seitlich): Nervus obturatorius (bei Zysten oder Eierstockentzündungen treten dadurch häufig Schmerzen am Oberschenkel auf) und Musculus obturatorius internus
- dorsal (rückenwärts): Harnleiter und Arteria iliaca communis
- kranioventral (kopf-bauchseitig): Eileiter und Arteria iliaca communis
- medial: intraperitoneale Organe wie Jejunum, Ileum, Wurmfortsatz (Appendix vermiformiszum rechten Eierstock), Colon sigmoideum, bei starker Füllung auch die Harnblase, bei Schwangeren die Gebärmutter

Entsprechend der embryonalen Anlage liegen die Eierstöcke der meisten Quadrupeden (Vierfüßer) hinter der jeweiligen Niere. Bei den Paarhufern kommt es, dem Hodenabstieg vergleichbar, zu einem Eierstockabstieg (Descensus ovarii). Bei ihnen liegen die Eierstöcke weiter hinten (kaudal) und bauchwärts (ventral) vor dem Eingang in das Becken. Bei Großtieren lassen sich die Eierstöcke rektal (man geht mit dem Arm über den After vor) ertasten.

### Befestigung des Eierstocks

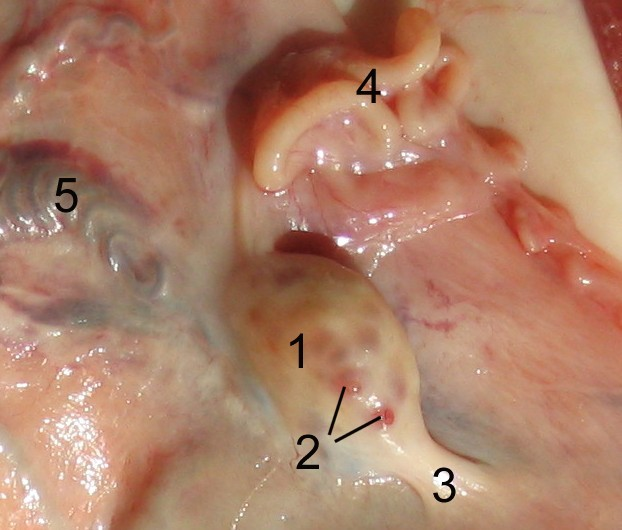
Eierstock eines Schafes
1 Eierstock, 2 Tertiärfollikel, 3 Ligamentum ovarii proprium, 4 Eileiter, 5 Arteria und Vena ovarica im Mesovarium

Die Eierstöcke werden durch drei Bänder, die aus Serosa bestehen, befestigt:
- Mesovarium (Eierstockgekröse), Teil des Ligamentum latum uteri
- Ligamentum suspensorium ovarii (oberes/vorderes Keimdrüsenband)
- Ligamentum ovarii proprium (Eierstockeigenband, zieht zur Gebärmutter)

Mesovarium, Mesosalpinx und Ligamentum ovarii proprium bilden bei vielen Säugetieren die Eierstocktasche (Bursa ovarica). Dieser abgegrenzte Bauchfellraum umgibt den Eierstock teilweise wie beim Pferd oder ganz. Die Öffnung der Bursa ovarica ist entweder groß (Rind) oder ein kleiner Schlitz (Foramen bursae ovaricae bei Hund und Nagetieren). Man nimmt an, dass die Eierstocktasche verhindert, dass Eizellen in die Peritonealhöhle gelangen.

### Versorgung des Eierstocks
Die Blutversorgung erfolgt über die direkt aus der Aorta entspringende Arteria ovarica, bei der Frau auch über den Eierstockast (Ramus ovaricus) der Arteria uterina. Das venöse Blut fließt über die Vena ovarica ab, ein Nebenabfluss existiert über die Venengeflechte (Plexus venosi) der Nachbarorgane.
Die Nervenversorgung erfolgt über Fasern des vegetativen Nervensystems. Sie bilden an der Arteria ovarica ein Nervengeflecht, den Plexus ovaricus.
Der Lymphabfluss erfolgt primär zu den Lendenlymphknoten (Nodi lymphatici lumbales), Nebenwege gibt es zu den Lymphknoten der Beckenwand.
Die Gefäße und Nerven verlaufen im Mesovarium und treten über die Gefäßpforte (Hilus ovarii) in das Organ ein.

### Erkrankungen und Funktionsstörungen

Brenner-Tumor

Eine Entzündung des Eierstocks wird als Oopheritis bezeichnet. Sie tritt zumeist in Kombination mit Entzündungen des Eileiters auf und wird dann als Adnexitis bezeichnet. Eine Verstopfung der abführenden Blutgefäße führt zu einer Ovarialvenenthrombose, die vor allem in der Nachgeburtsperiode auftritt.
Der Eierstock kann Sitz verschiedener Tumoren sein. Eierstocktumoren machen etwa 15 % aller Tumoren der Frau aus, etwa ein Viertel davon sind bösartig. Das Ovarialkarzinom und der Klarzelltumor sind bösartige Tumoren. Das Kystadenom, das Oberflächenpapillom, die Struma ovarii, das Kystadenofibrom, der Adenomatoidtumor und der Brenner-Tumor sind gutartige Tumoren der Eierstöcke. Fibrome des Eierstocks können mit Bauchwassersucht einhergehen (Meigs-Syndrom). Das Zystom ist ein Drüsengeschwulst, bei der sich ein Sekrethohlraum bildet.
Eine Unterfunktion der Keimdrüsen wird als Hypogonadismus bezeichnet. Funktionsstörungen des Eierstocks sind Ovarialinsuffizienz, Ovarialzysten und das polyzystische Ovarialsyndrom. In der Menopause kommt der Ovarialzyklus zum Erliegen. 1896 wendeten Richard Werth und Leopold Landau Eierstockpräparate bei Ausfallserscheinungen an.
Das gleichzeitige Auftreten von Hodengewebe im Eierstock bezeichnet man als Ovotestis. Die fehlende Anlage während der Embryonalentwicklung nennt man Gonadendysgenesie oder Agonadismus. Die Dermoidzyste ist eine embryonale Fehlentwicklung, bei der ein mit Oberhautgewebe ausgekleideter Hohlraum entsteht.

## Eierstock bei Vögeln

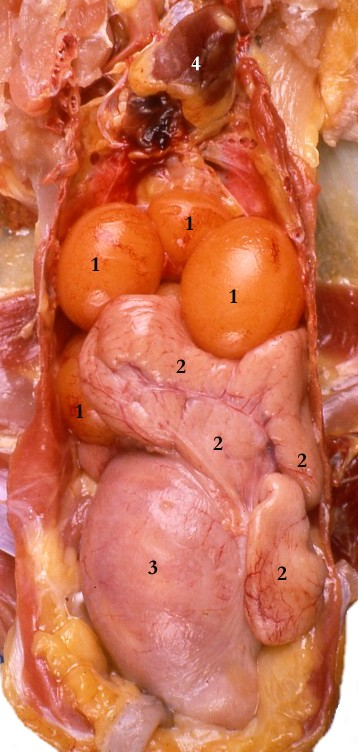
Eierstock mit Dotterkugeln (1) und Ovidukt (2) eines Haushuhns

Bei Vögeln ist zumeist nur der linke Eierstock ausgebildet. Bei wenigen Arten sollen auch Anteile des rechten Eierstocks erhalten bleiben. Der rechtsseitige Eileiter (Oviductus) wird zwar auch beim Embryo angelegt, bildet sich aber ausnahmslos bis zum Schlüpfen wieder zurück. Die Eierstöcke liegen bei Vögeln vor den Nieren. Im Gegensatz zum kompakten Organaufbau der Säugetiere erscheint der Eierstock der Vögel traubenförmig. Er besteht aus vielen Dotterkugeln, die dem späteren Eigelb entsprechen und mit kurzen Stielen aufgehängt sind. In der Legezeit wachsen ständig gelbe Dotterkugeln heran, so dass der Eierstock eine beträchtliche Größe erreichen kann. Bei einer Legehenne erreicht der Eierstock eine Masse von 60 g und besteht aus 4 bis 6 großen Dotterkugeln und bis zu 1600 kleinen Follikeln. In der Legepause sind die Dotterkugeln sehr klein und gräulich.

## Eierstöcke bei anderen Arten
Auch andere vielzellige Tierarten besitzen zumeist Eierstöcke oder eierstockartige Gonaden, dies gilt sowohl für Arten mit getrennten Geschlechtern als auch für zwittrige Arten.
Eine Besonderheit sind Schleimaale: Bei ihnen sind Eierstöcke und Hoden nicht ausdifferenziert, beide Arten von Keimzellen (Eizellen und Spermien) werden folglich in einer einzigen Gonade produziert. Trotzdem ist Selbstbefruchtung ausgeschlossen, da die Produktion zeitversetzt stattfindet.
Zu den kompliziertesten Eierstöcken gehören die der Plattwürmer. Die meisten Plattwürmer besitzen zwei Arten von Ovarien:
- Keimstöcke (auch Germarien, Ez. Germarium): Die eigentlichen Eierstöcke, in denen die befruchtungsfähigen Eizellen gebildet werden.
- Dotterstöcke: Hier werden die sogenannten Dotterzellen gebildet, welche später den Embryo mit Nahrung versorgen.

Keim- und Dotterstöcke können, je nach Art, in großer Anzahl über das gesamte Bindegewebe verstreut liegen. Eizellen und Dotterzellen werden zu Eiern zusammengefügt. Liegen Keim- und Dotterstöcke räumlich auseinander, so sind sie über entsprechende Verbindungen (Eileiter bzw. Dottergänge) mit einem Raum verbunden, dem Ootyp. Dort findet dann die Vereinigung statt, bevor die Eier in die Gebärmutter wandern.
Männliche Kröten besitzen rudimentäre Eierstöcke, die Bidderschen Organe, die sich nach Entfernen der Hoden in funktionsfähige Eierstöcke umwandeln können.
Bei Pflanzen, Pilzen und Algen heißen die entsprechenden Organe Archegonien bzw. Oogonien, bei Samenpflanzen auch Nucellus.